# Donald's Decision
Donald's Decision är en amerikansk animerad kortfilm med Kalle Anka från 1942.

## Handling
Kalle Anka ligger i hängmattan och kopplar av och lyssnar på radion. I radion sänds en uppmaning till allmänheten om att köpa kanadensiska krigsobligationer. Han tänker inte så mycket på saken, när hans goda samvete stiger ut från hans kropp och säger att han borde köpa krigsobligationer, något han bestämmer sig för att göra.
På vägen till postkontoret stöter Kalle på det onda  samvetet som tycker att han ska använda pengarna för eget roande. Ett slagsmål bryter mellan det goda respektive onda samvetet, vilket slutar med att det goda vinner och Kalle köper krigsobligationerna.

## Om filmen
Filmen är gjord på uppdrag av National Film Board of Canada och återanvänder animation från de tidigare Kalle Anka-filmerna Kalle Anka sover middag och Kalle Ankas bättre jag, båda från 1938.

## Rollista
- Clarence Nash – Kalle Anka
- Thelma Boardman – Kalles goda samvete
- Don Brodie – Kalles onda samvete[5]